# Belsen (Bergen)

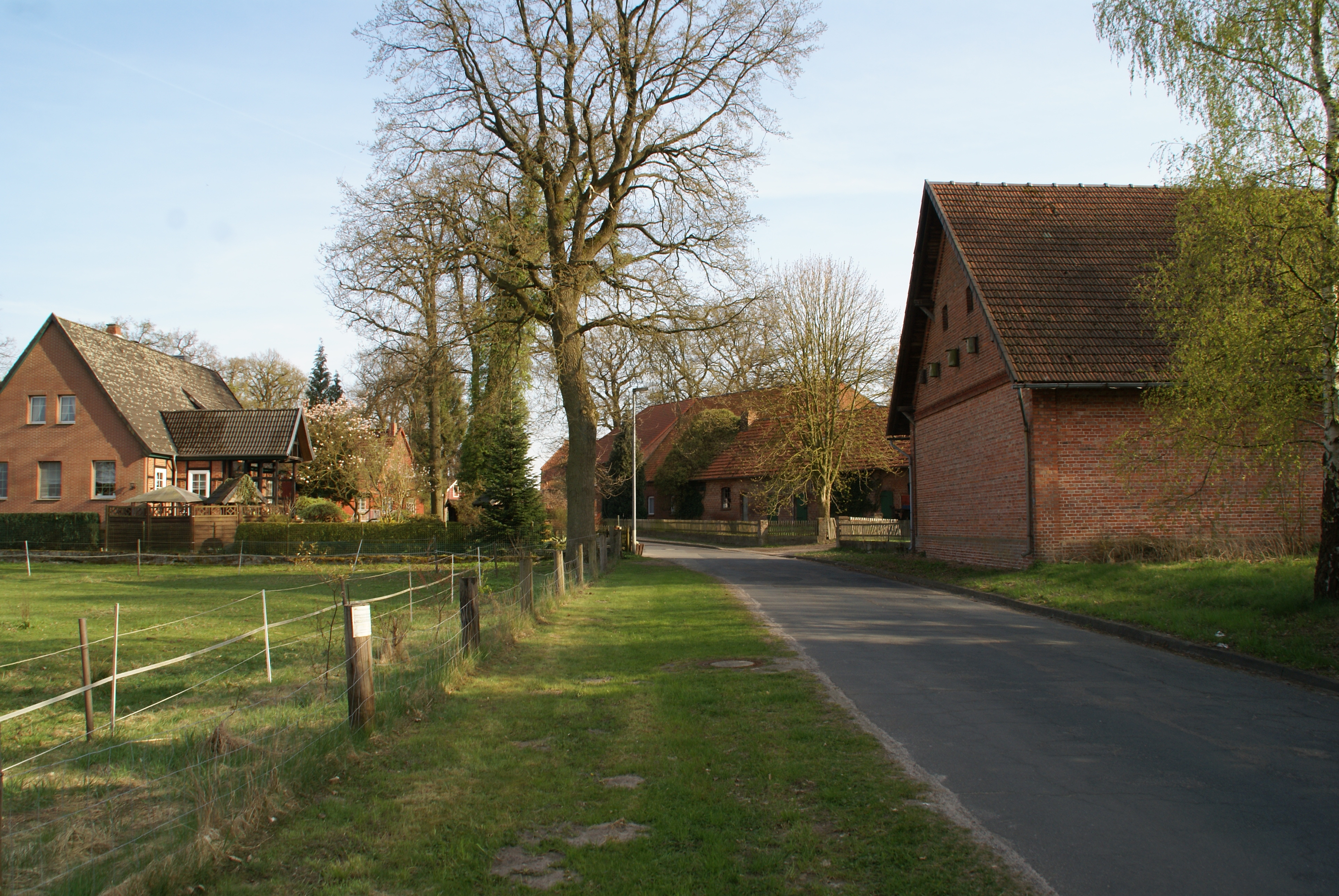
Bauernhöfe Im alten Dorf

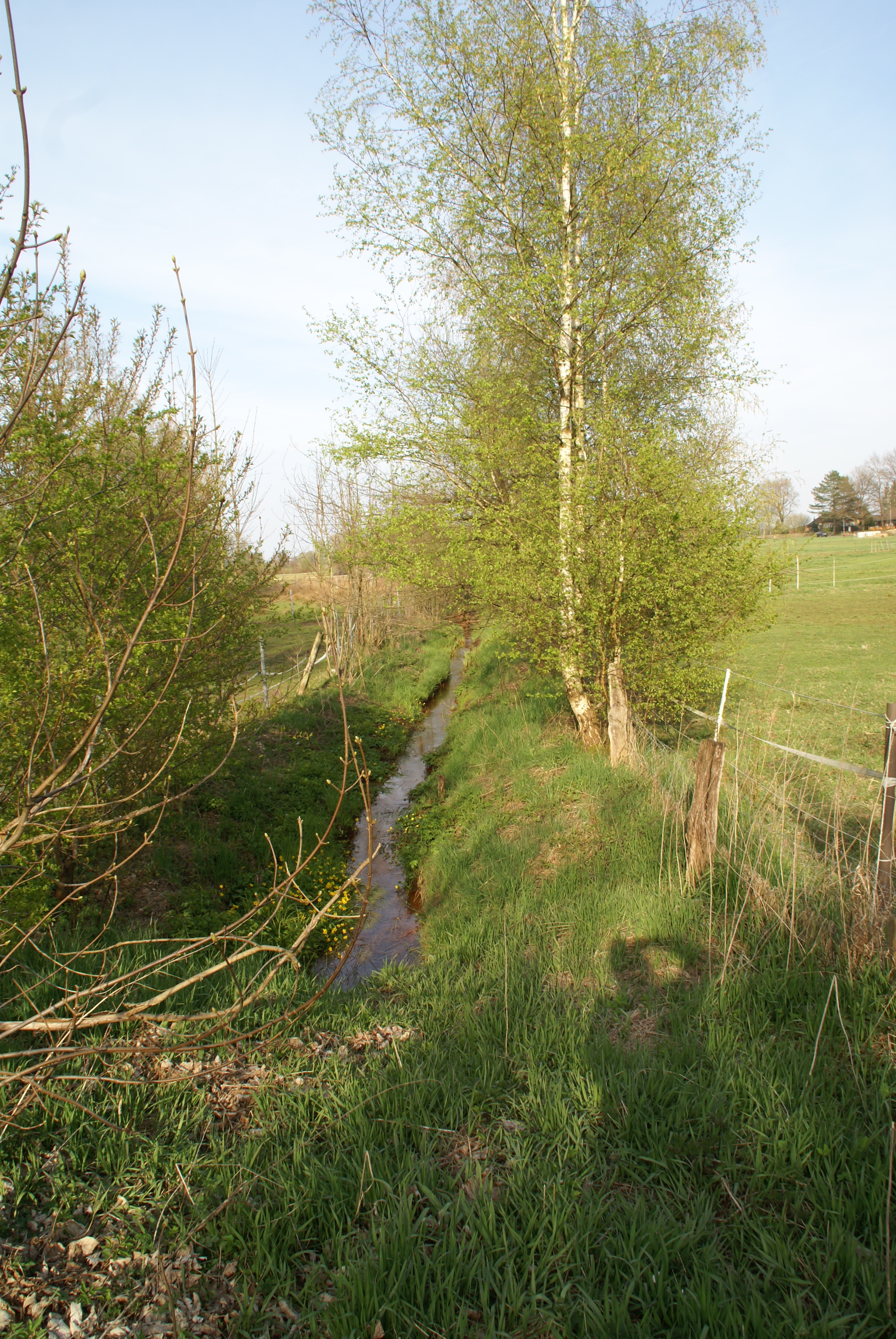
Der Fuchsmoorgraben

Belsen ist eine Ortschaft der Stadt Bergen im nördlichen Landkreis Celle in der Lüneburger Heide in Niedersachsen und hat 248 Einwohner (Stand: 31. Dezember 2022).

## Geographie
Das ursprüngliche alte Dorf Belsen liegt etwa 3 Kilometer südwestlich von Bergen. Im Süden des Dorfes hat sich ein größeres Neubaugebiet gebildet.
Im Westen, direkt neben Belsen, befinden sich heute die Kasernenanlagen des Truppenübungsplatzes Bergen.
Etwa drei Kilometer südwestlich des alten ursprünglichen Dorfes Belsen befand sich das Konzentrationslager Bergen-Belsen. Die Gedenkstätte mit der Fläche des ehemaligen Kriegsgefangenen- und Konzentrationslagers und das 2007 neu errichtete Dokumentationszentrum KZ Bergen-Belsen gehören heute zum größten Teil zum Gebiet der Gemeinde Winsen (Aller), Ortsteil Walle.
Zwischen Bergen und Belsen befindet sich die Rampe, an der die Verschleppten die Güterwaggons verlassen und die restliche Distanz von etwa 4 km bis zum KZ zu Fuß zurücklegen mussten.
Die Rampe wird heute zum Verladen von militärischen Fahrzeugen benutzt, die für Übungen auf dem NATO-Schießplatz Bergen-Hohne von britischen, niederländischen, französischen, deutschen, belgischen, luxemburgischen oder polnischen Streitkräften per Bahn antransportiert werden.

## Geschichte
Belsen wurde urkundlich erstmals 1235 unter dem Namen Bellenhusen erwähnt. Der Edele Hermann von Meinersen verkaufte zwischen 1233 und 1235, seinen Eigenbesitz, einen Hof in Bellenhusen, an Herzogin Agnes, 2. Ehefrau und Witwe des Pfalzgrafen Heinrich von Sachsen, die ihn dem von ihr gestifteten Kloster Wienhausen schenkt.
1935 wurden die Grenzen des Truppenübungsplatzes Bergen festgelegt und mit dem Ausbau begonnen. Als erstes wurde in der Gegend der Gemeinden Belsen, Hoppenstedt und Hörsten ein Lager für eine Infanterie-Division errichtet.  Im Landkreis Celle begann der planmäßige Ankauf des Gebietes und die Umsiedlung der Anwohner. Die Umsiedlung begann im Sommer 1935, bis zum 1. Mai 1936 musste das Gebiet geräumt sein. Von der Gemeinde Belsen, die ursprünglich eine Größe von 2100 Hektar mit 209 Einwohnern hatte, fielen 1460 Hektar mit 118 Einwohnern in den Bereich des Truppenübungsplatzes.
Am 1. Februar 1971 wurde Belsen in die Stadt Bergen eingegliedert.
Die Arbeitsgemeinschaft Bergen-Belsen unterstützt mit ihrer ehrenamtlichen Beteiligung die Arbeit der Gedenkstätte Bergen-Belsen.

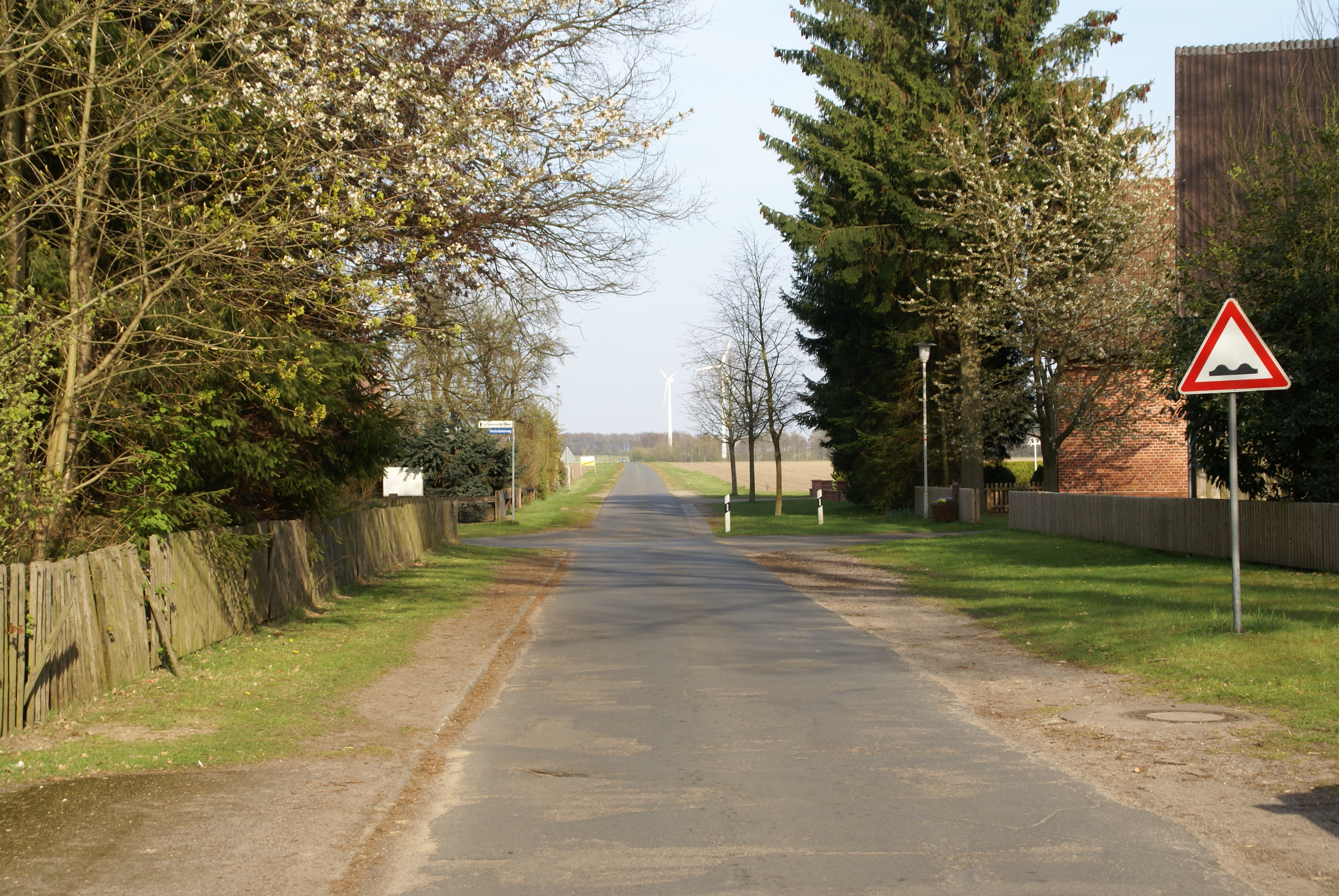
Die Kreuzung des Diecksdammwegs und der Straße Im alten Dorf
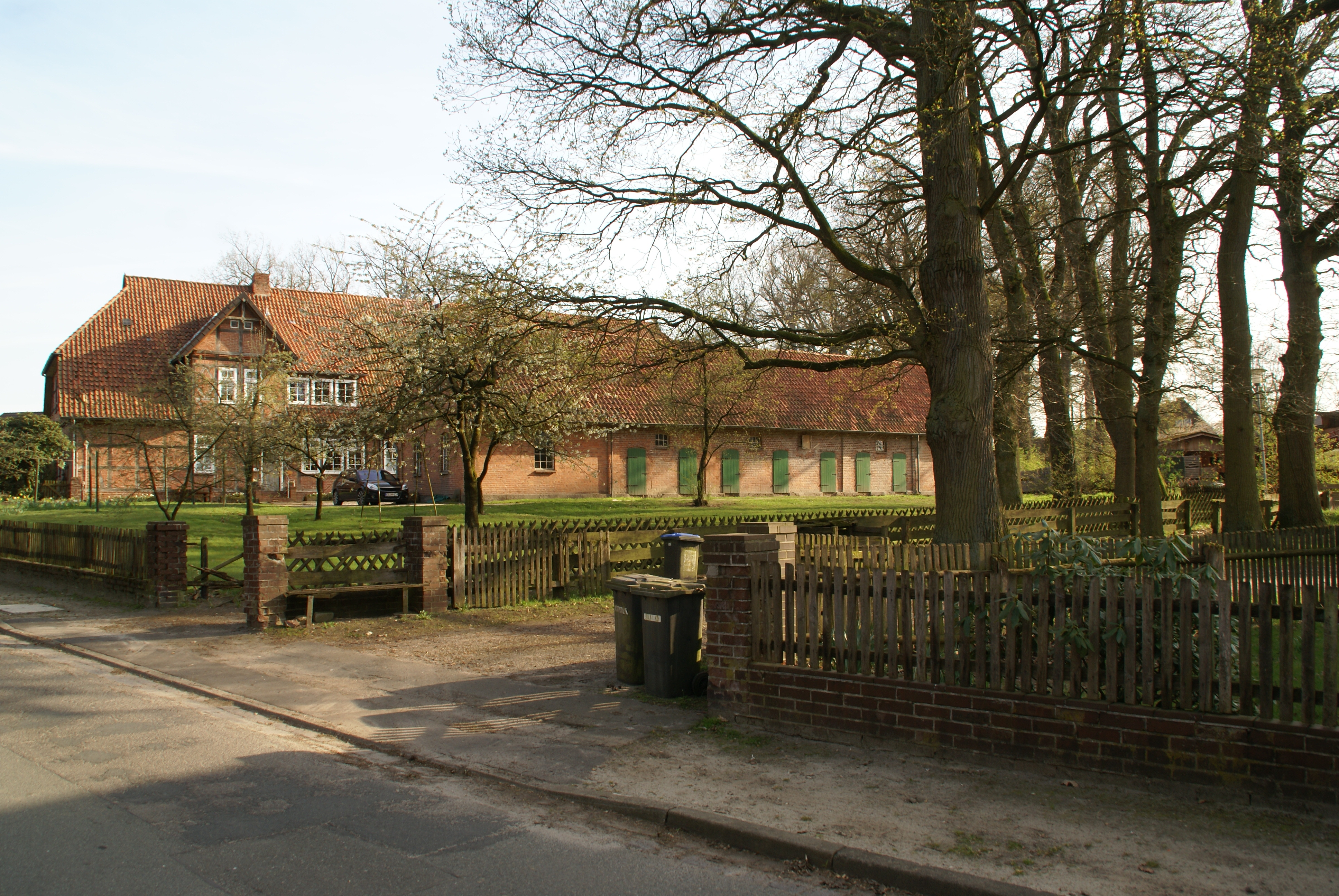
Bauernhof
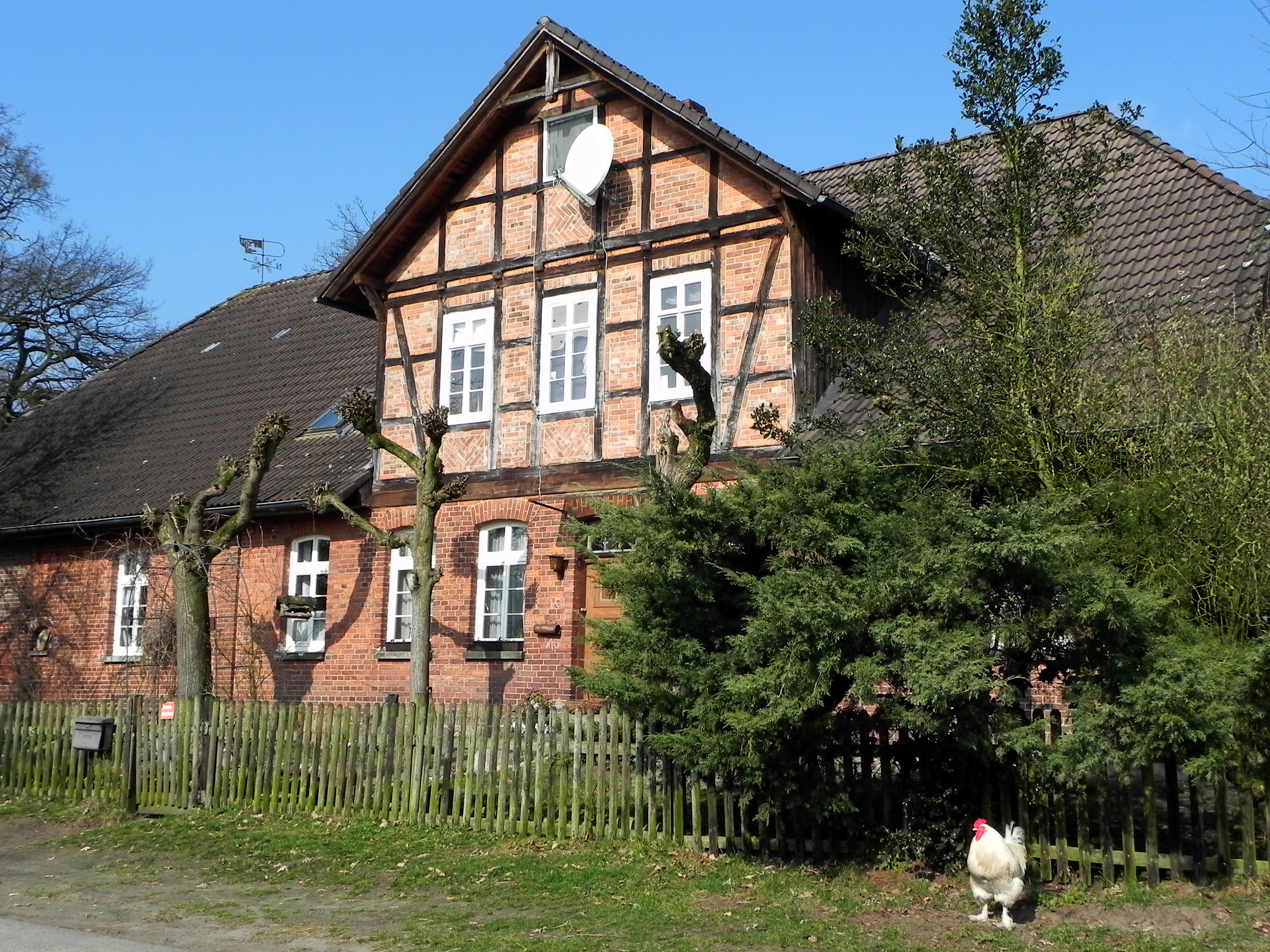
Bauernhaus mit Hahn
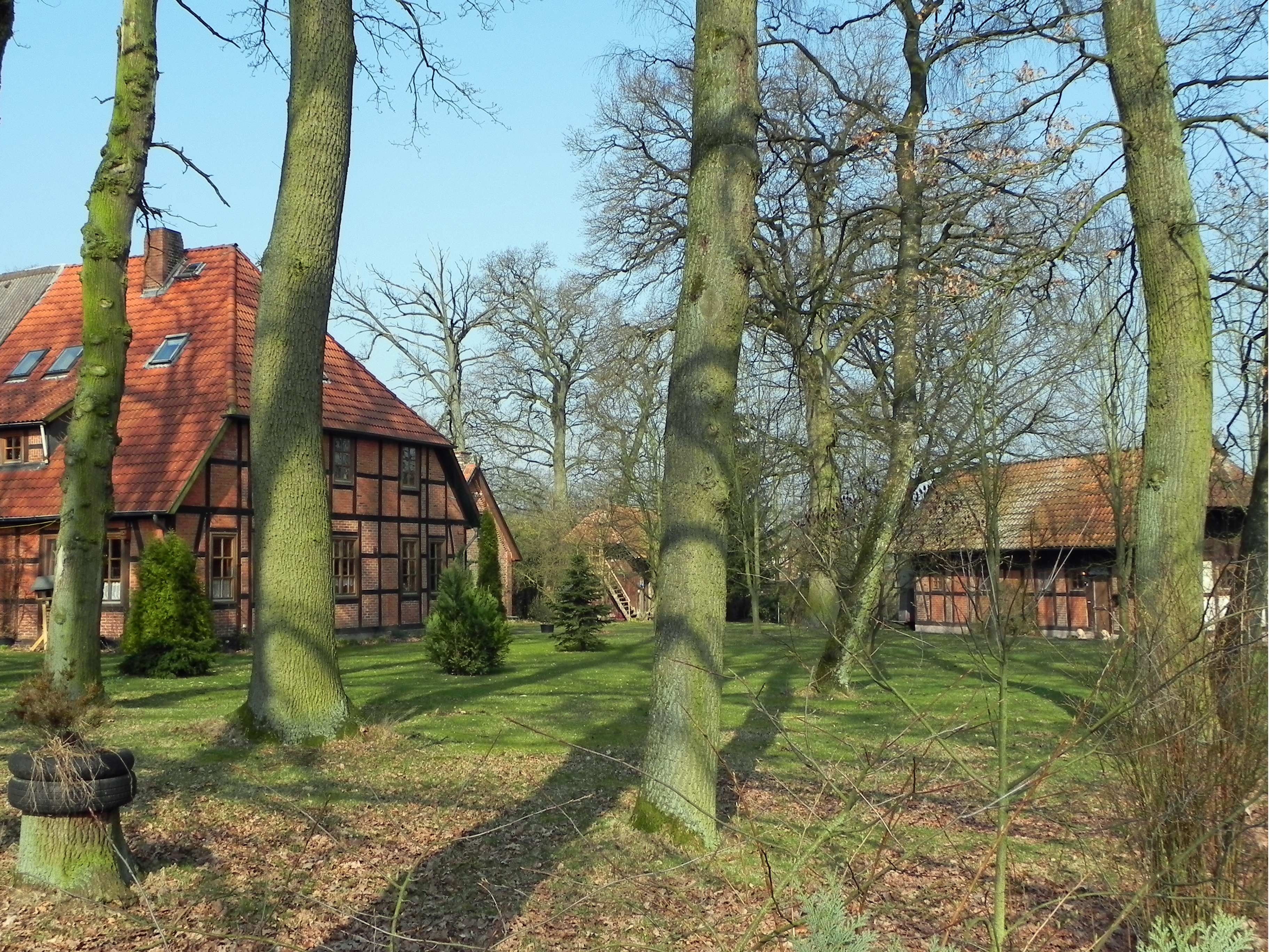
Ehemaliger Bauernhof mit Treppenspeicher

## Politik

### Ortsrat
Seit der Eingemeindung im Zuge der niedersächsischen Gebiets- und Verwaltungsreform ist Belsen seit 1971 eine Ortschaft der Stadt Bergen. Vertreten wird Belsen durch den Ortsrat und den Ortsbürgermeister. Der Ortsrat hat u. a. Entscheidungskompetenzen für die in der Ortschaft gelegenen öffentlichen Einrichtungen, ist zuständig für die Förderung der Ortsbildpflege und des Vereinslebens und muss von der Stadt Bergen bei allen die Ortschaft betreffenden Belangen gehört werden. Er setzt sich aus fünf gewählten Vertretern, den aus Belsen stammenden Mitgliedern des Rates der Stadt Bergen sowie dem Bürgermeister der Stadt Bergen zusammen.
Bei der Kommunalwahl 2021 ergab sich folgende Sitzverteilung:
- Liste Belsen: 5 Sitze

### Ortsbürgermeister
Der Ortsrat wählt den Ortsbürgermeister, Amtsinhaber ist Hagen Rodehorst.

## Kultur und Sehenswürdigkeiten
Siehe auch Baudenkmale in Belsen

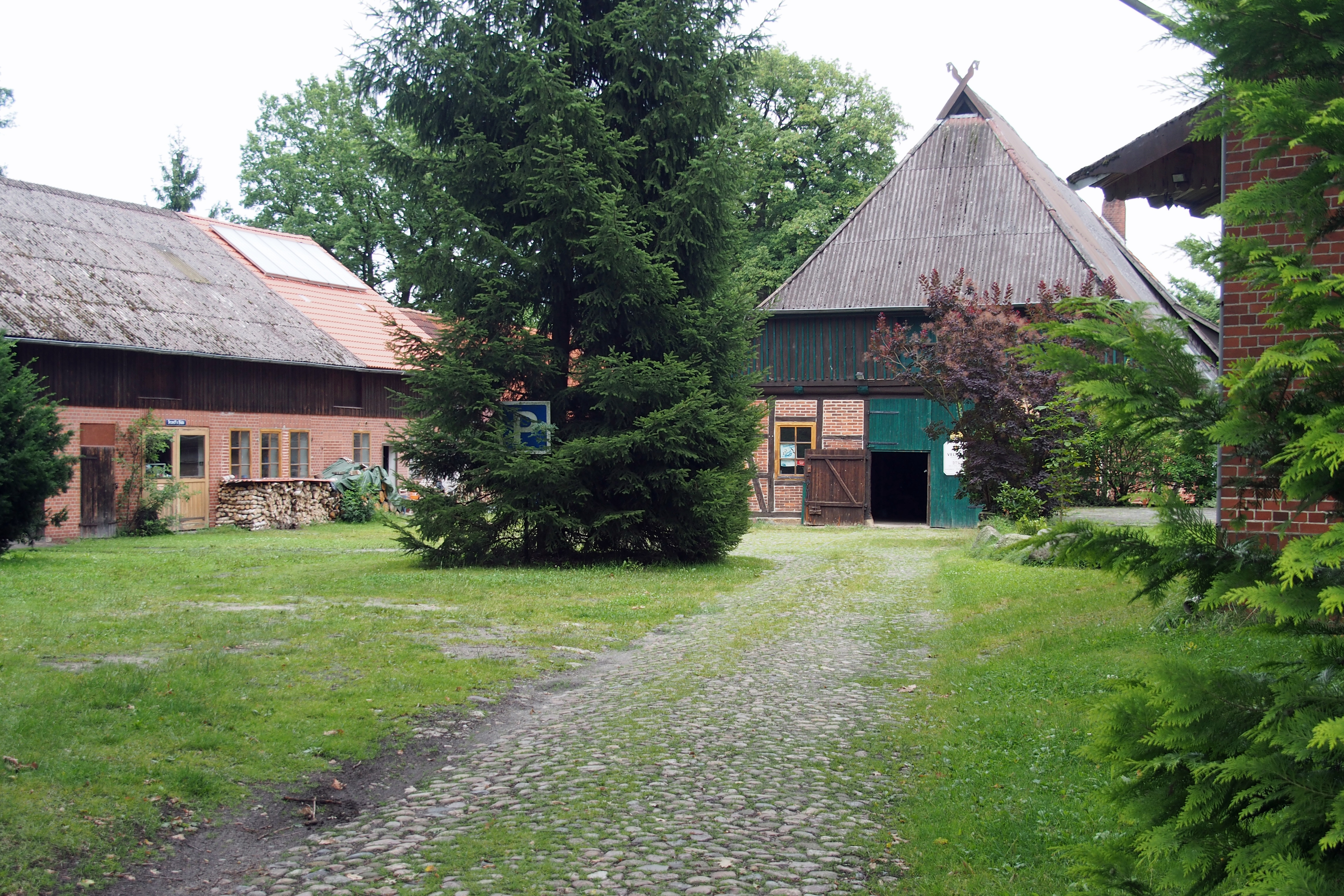
Baudenkmal Hof Nr. 5
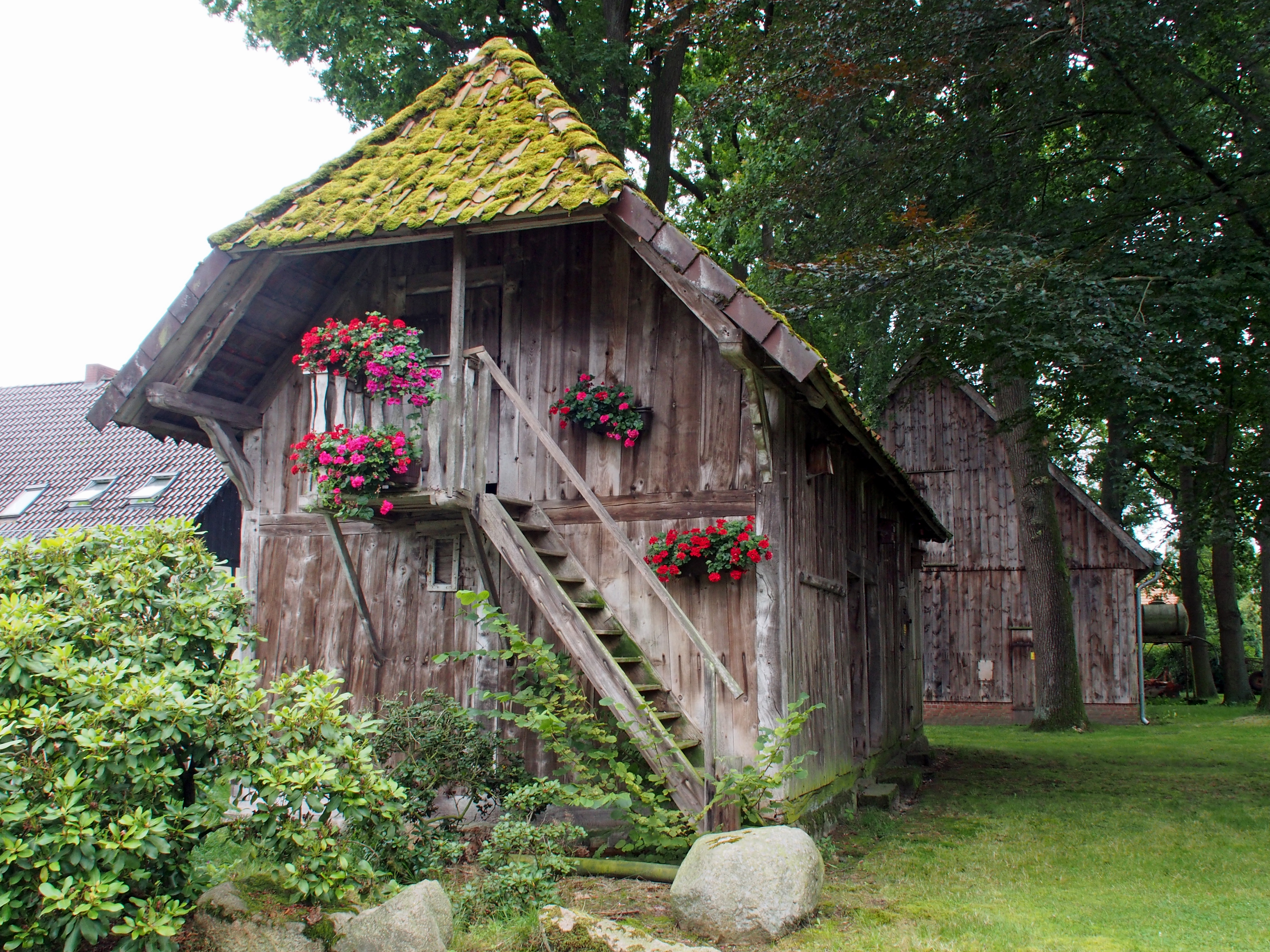
Baudenkmal Speicher auf Hof Nr. 6